# Nik'a Melia
Nik'anor Melia, detto Nik'a (in georgiano ნიკანორ? o ნიკა მელია?; Tbilisi, 21 dicembre 1979), è un politico georgiano, dal 27 dicembre 2020 presidente del Movimento Nazionale Unito.

## Biografia
Ha conseguito un Master in Relazioni Internazionali presso la Oxford Brookes University.
È presidente del Movimento Nazionale Unito. È stato deputato del parlamento della Georgia dal 2016 al 2019 per il Movimento Nazionale Unito.
È stato l'unico candidato dell'opposizione a prendere il 1º posto in uno dei turni delle elezioni legislative della Georgia del 2020, ma ha boicottato e non ha partecipato al secondo turno. La tornata elettorale è stata caratterizzata da una forte crisi politica del Paese, determinata anche dalla nuova legge elettorale.
Nel giugno 2019 è stato rilasciato su cauzione dopo essere stato accusato di aver organizzato, gestito o partecipato a violenze di gruppo durante le proteste georgiane dal 20 al 21 giugno a Tbilisi.
Il 27 dicembre 2020, dopo le dimissioni di Grigol Vashadze, è stato eletto presidente del Movimento Nazionale Unito.
Il 23 febbraio 2021, forze speciali e polizia hanno fatto irruzione nell'ufficio dell'Movimento Nazionale Unito ed hanno arrestato Nik'a Melia.
L'8 maggio 2021 l'Unione europea, che da tempo operava per provare a comporre il conflitto fra forze politiche, ha pagato la cauzione per la sua liberazione dal carcere, con lo scopo di porre fine al crisi politica in Georgia.